# Liste von Sehenswürdigkeiten in Karlsruhe

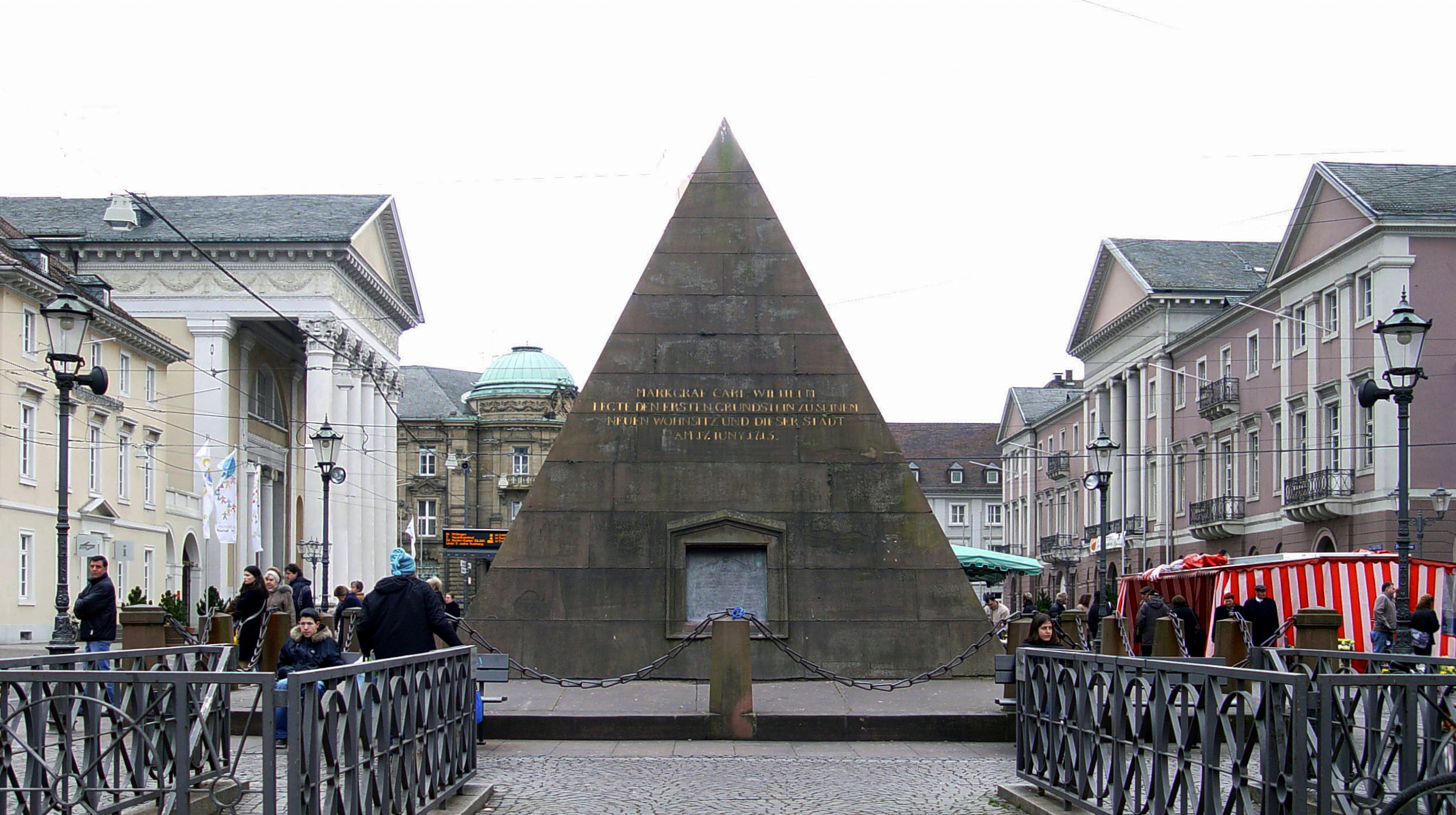
Marktplatz mit Pyramide, Evangelischer Stadtkirche und Rathaus (rechts)

Dieser Artikel enthält eine Liste von Sehenswürdigkeiten in der Stadt Karlsruhe (Baden).

## Museen
- Bildende Künste, Kunsthandwerk
  - Badischer Kunstverein

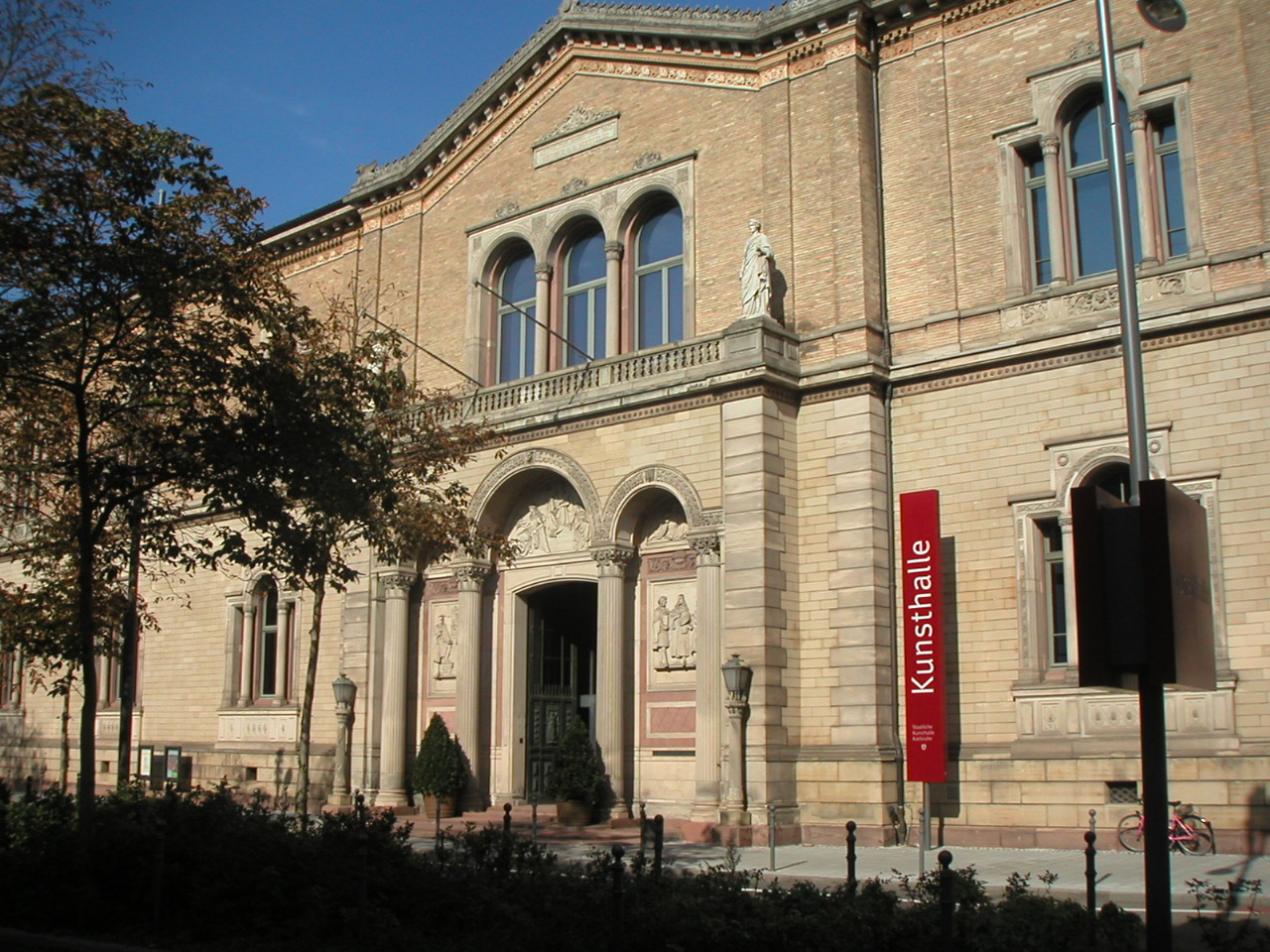
Staatliche Kunsthalle

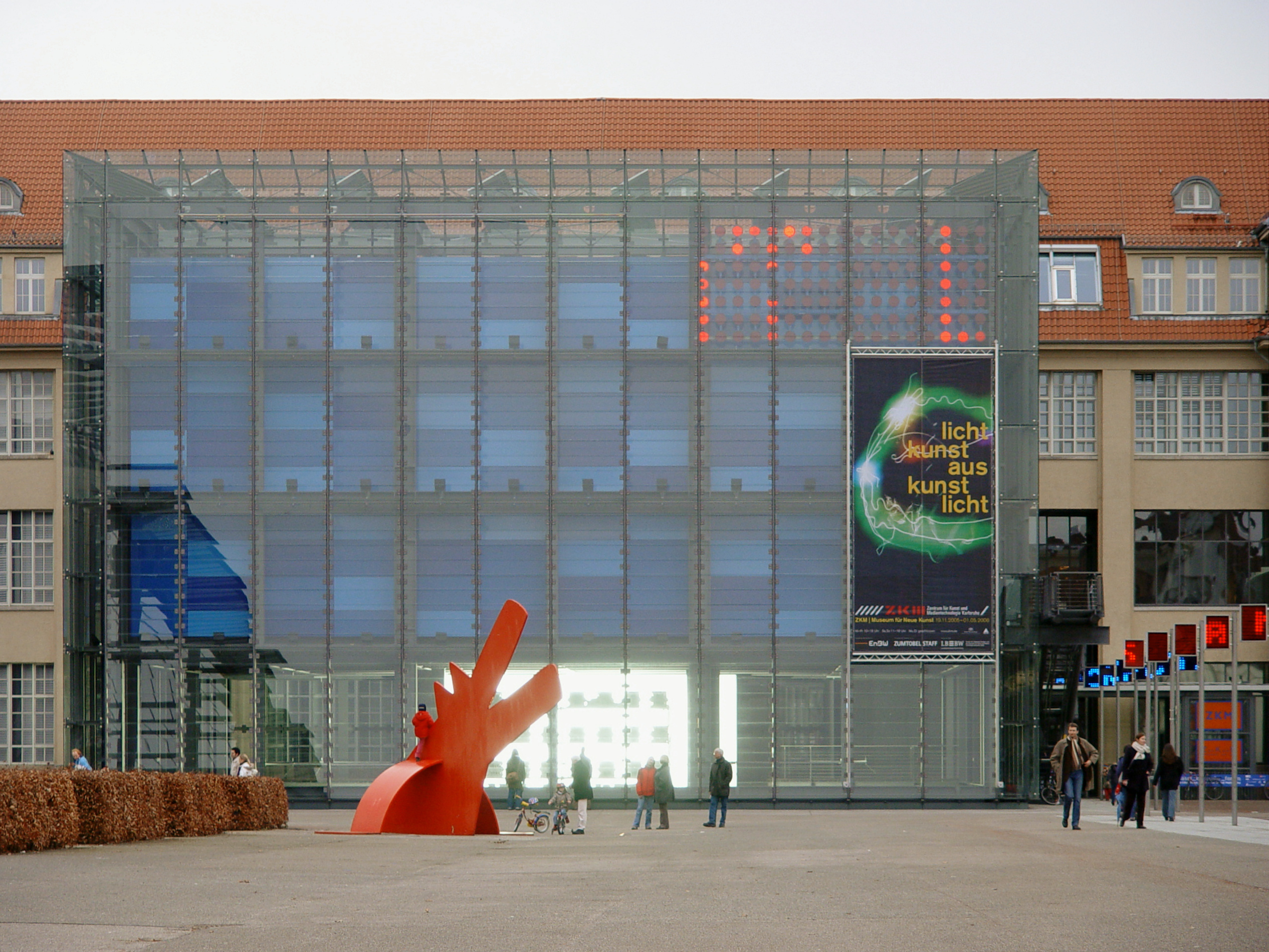
ZKM

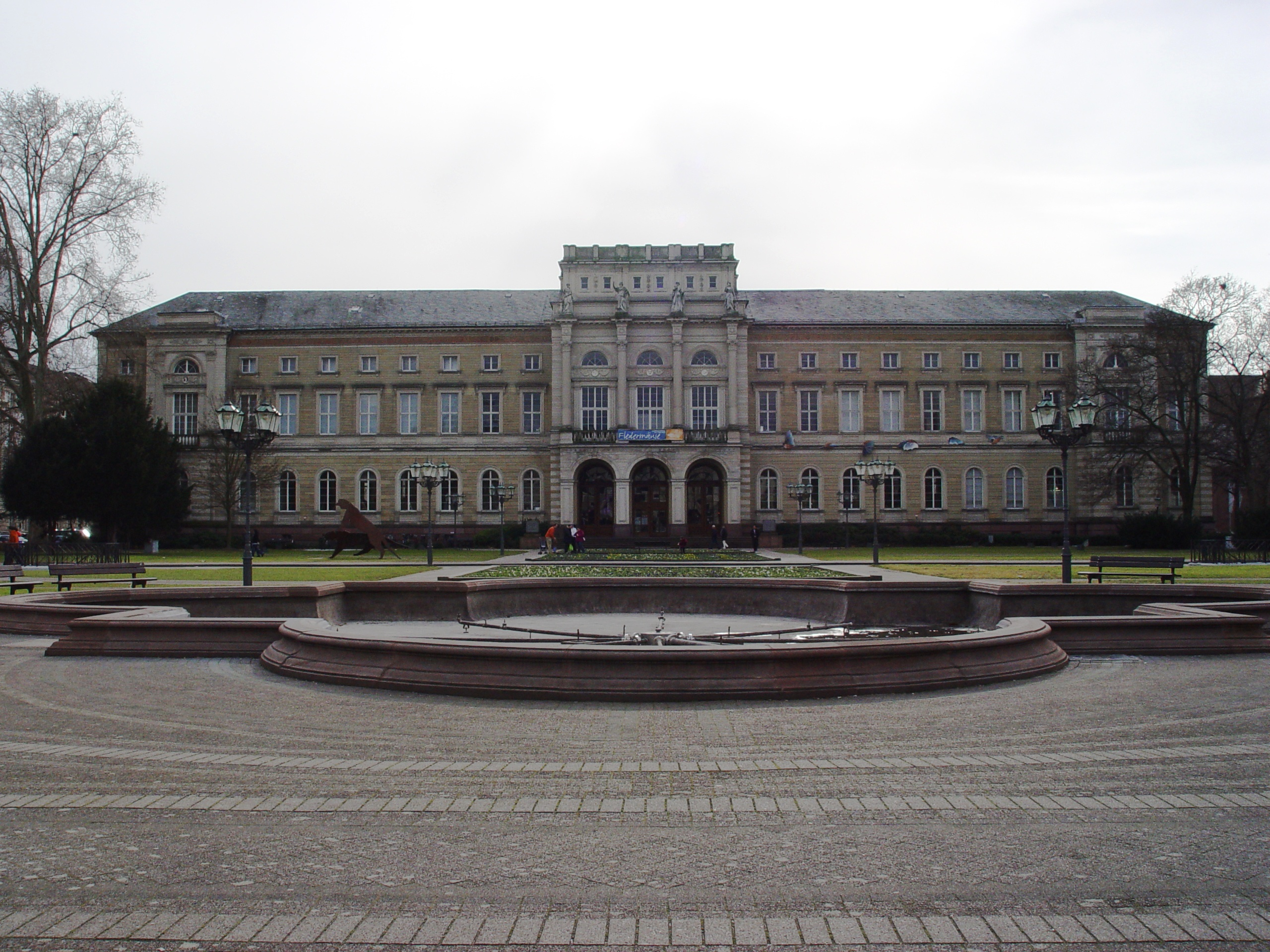
Naturkundemuseum

  - Museum beim Markt, Sammlungen zur angewandten Kunst seit 1900
  - Museum für Neue Kunst
  - Museum in der Majolika
  - Orgelfabrik
  - Staatliche Kunsthalle Karlsruhe
  - Städtische Galerie
  - Zentrum für Kunst und Medientechnologie (ZKM)

- Naturkunde
  - Naturschutzzentrum Rappenwört
  - Staatliches Museum für Naturkunde

- Geschichte
  - Badisches Landesmuseum
  - Badisches Schulmuseum Karlsruhe
  - Durlacher Stichekabinett
  - Erinnerungsstätte Ständehaus
  - Karpatendeutsches Museum in der Karlsburg
  - Rechtshistorisches Museum (im BGH)
  - Stadtmuseum im Prinz-Max-Palais

- Technik und Verkehr
  - Michelin-Museum
  - RetroGames, Museum mit Arcade-Spielen
  - Verkehrsmuseum Karlsruhe
  - Wasser- und Brunnenmuseum

- Literatur
  - Museum für Literatur am Oberrhein

- Heimatpflege
  - Heimathaus Neureut
  - Heimatmuseum Stupferich
  - Knielinger Museum im Hofgut Maxau
  - Pfinzgaumuseum in der Karlsburg

## Garten- und Städtebau
- Alter Friedhof Durlach
- Alter Friedhof Karlsruhe
- fächerförmiger Stadtgrundriss
- Botanische Gärten

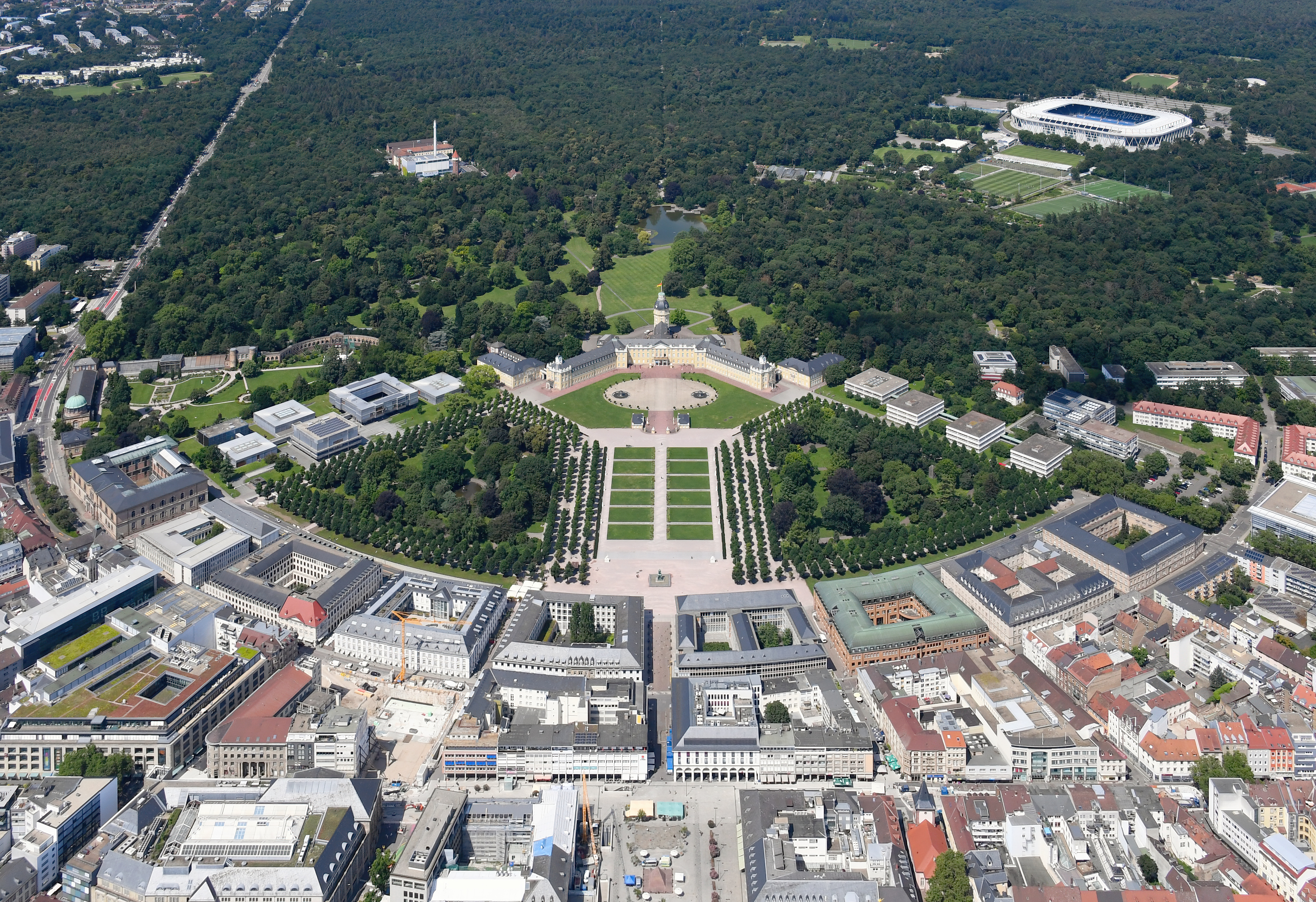
Schlossplatz, Schlossgarten und fächerförmige Stadtanlage

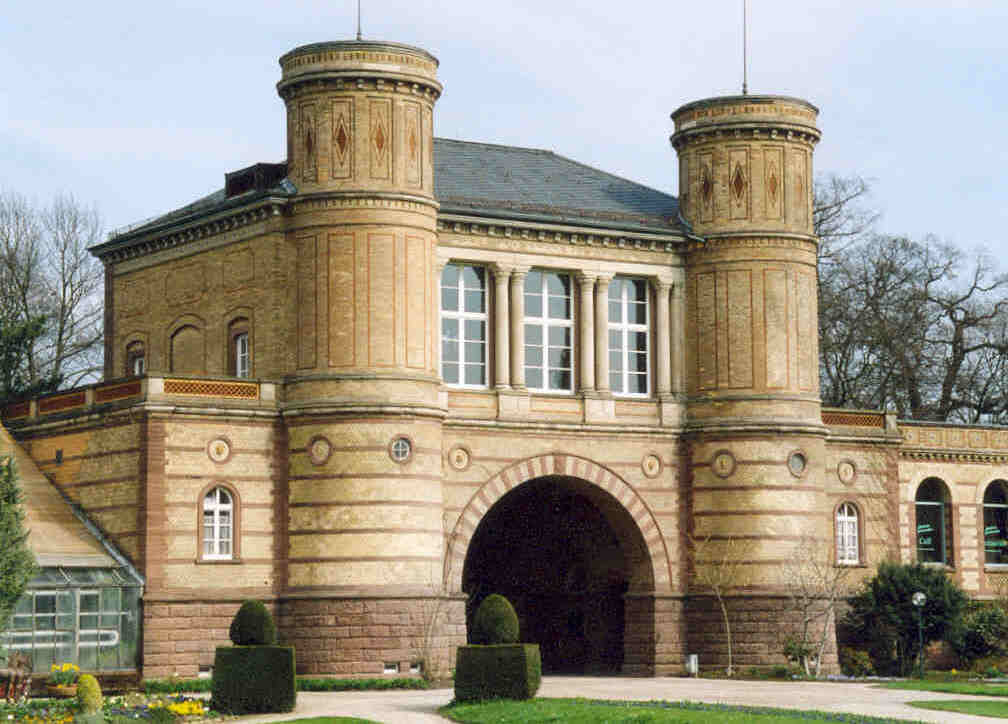
Torbau des Botanischen Gartens

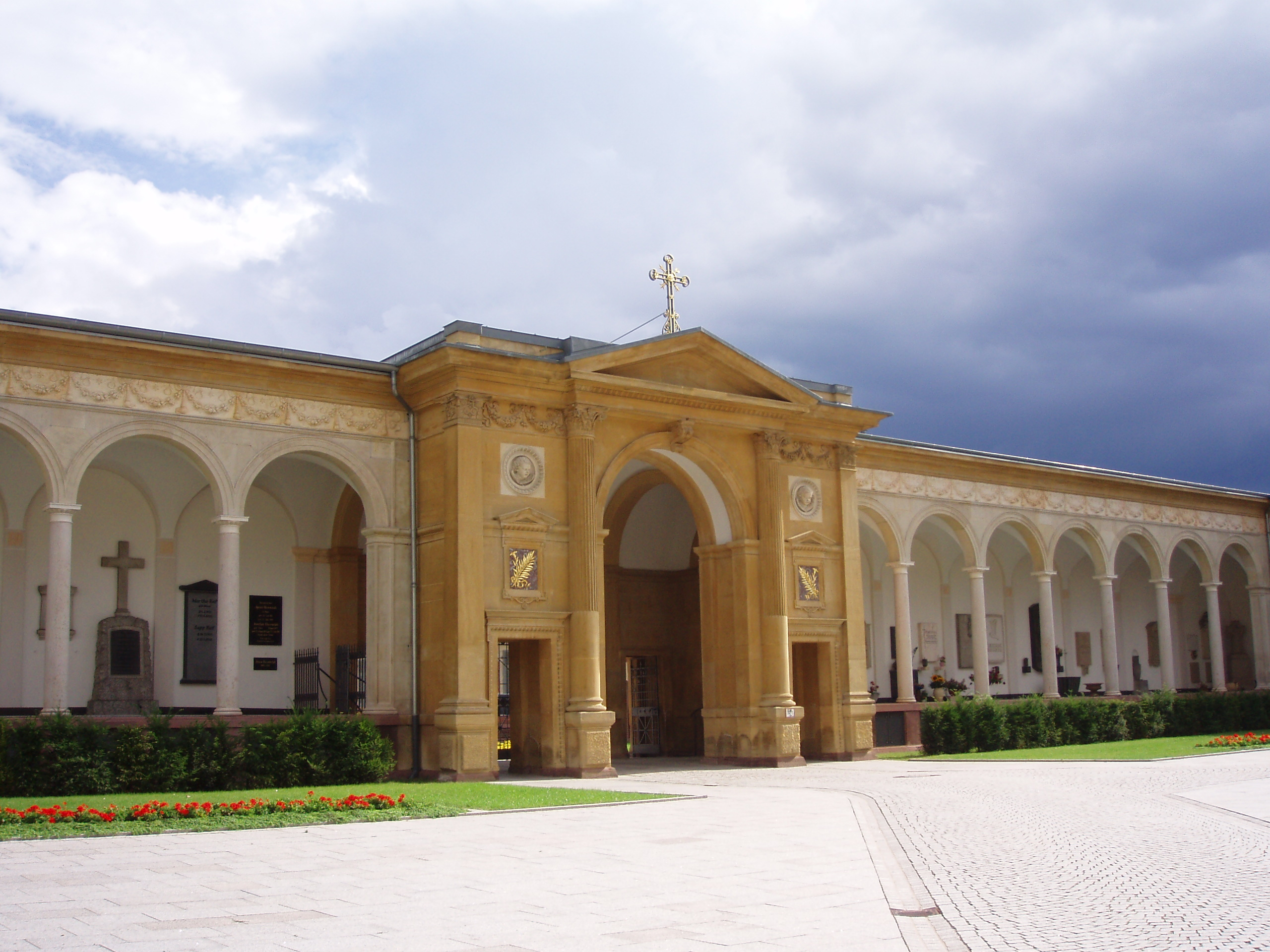
Campo Santo des Hauptfriedhofs

  - Botanischer Garten Karlsruhe beim Schloss
  - Botanischer Garten des Karlsruher Instituts für Technologie
  - der PH
- Europaplatz
- Friedrichsplatz
- Garten der Religionen
- Hauptfriedhof Karlsruhe
- Kaiserstraße, Haupteinkaufsstraße der Stadt
- Kongresszentrum Karlsruhe mit Festplatz, umrahmt von Stadthalle, Gartenhalle, Schwarzwaldhalle, Nancyhalle und Konzerthaus
- Ludwigsplatz
- Marktplatz
- Rondellplatz mit Verfassungssäule
- Schlossgarten, im Stil Englischer Landschaftsgärten
- Schlossplatz, viertelkreisförmige, barocke Parkanlage im Stadtzentrum
- Zoologischer Stadtgarten Karlsruhe

## Bauwerke
- Schlösser

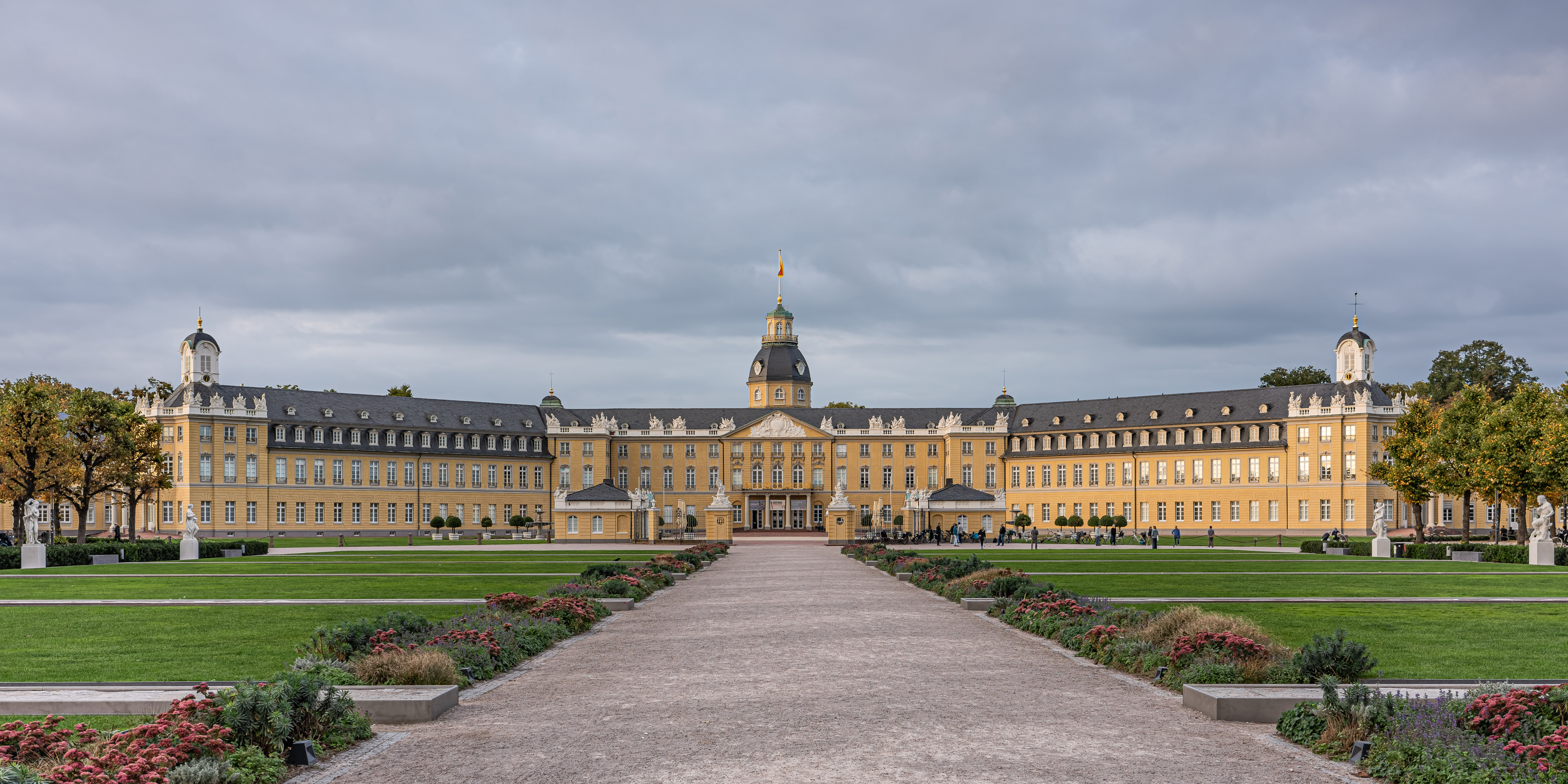
Zentrum des Fächers ist das Schloss

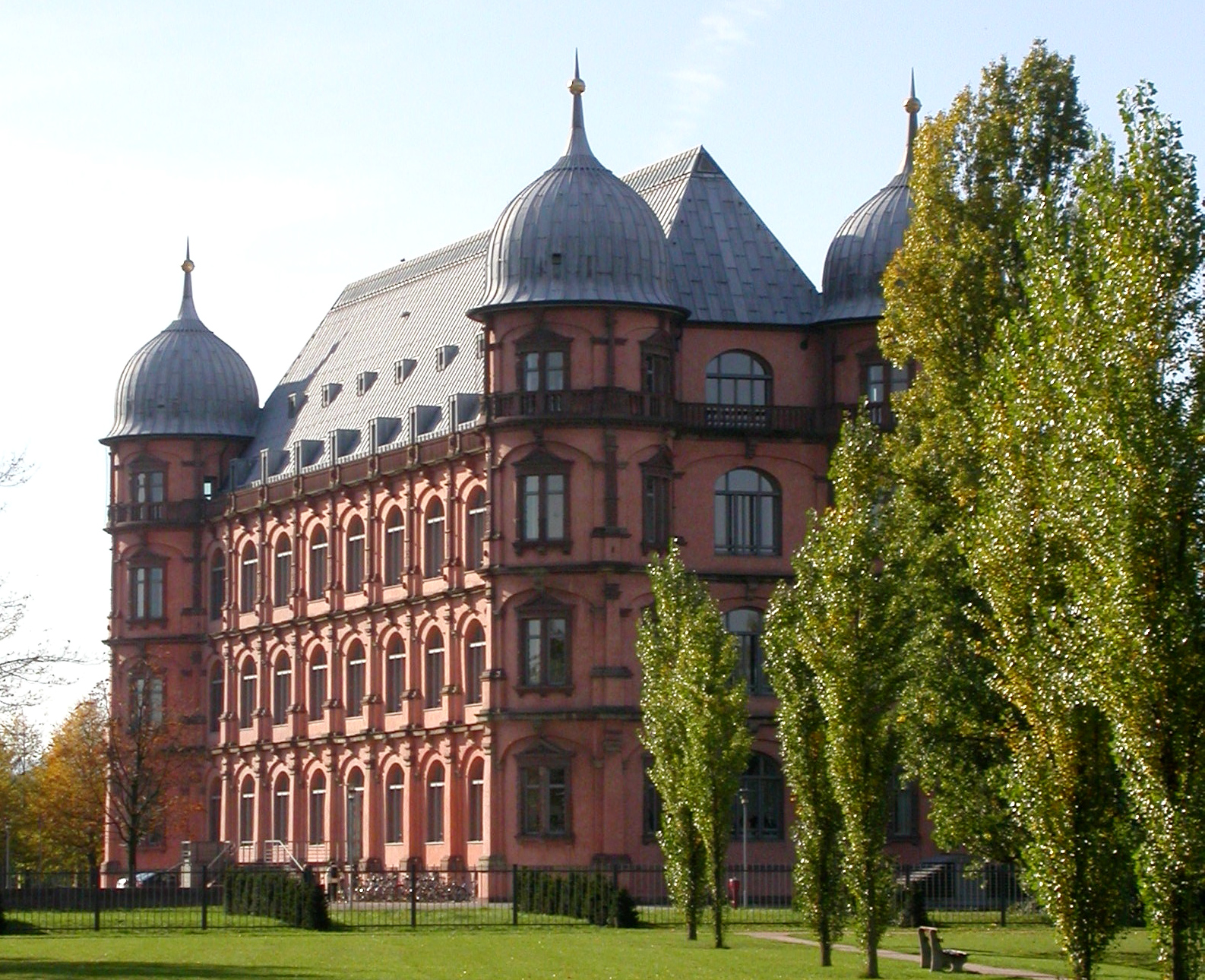
Schloss Gottesaue

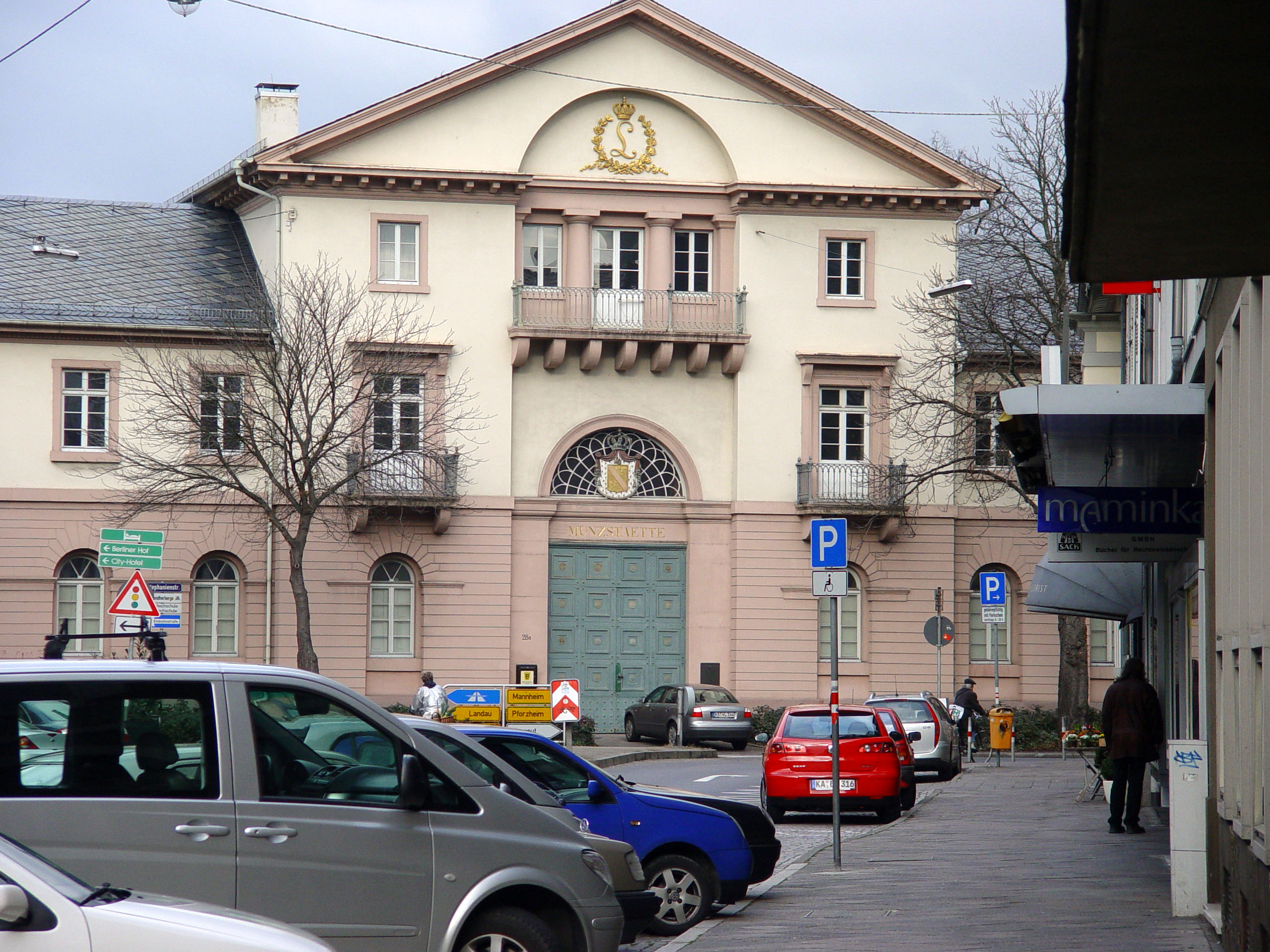
Staatliche Münze

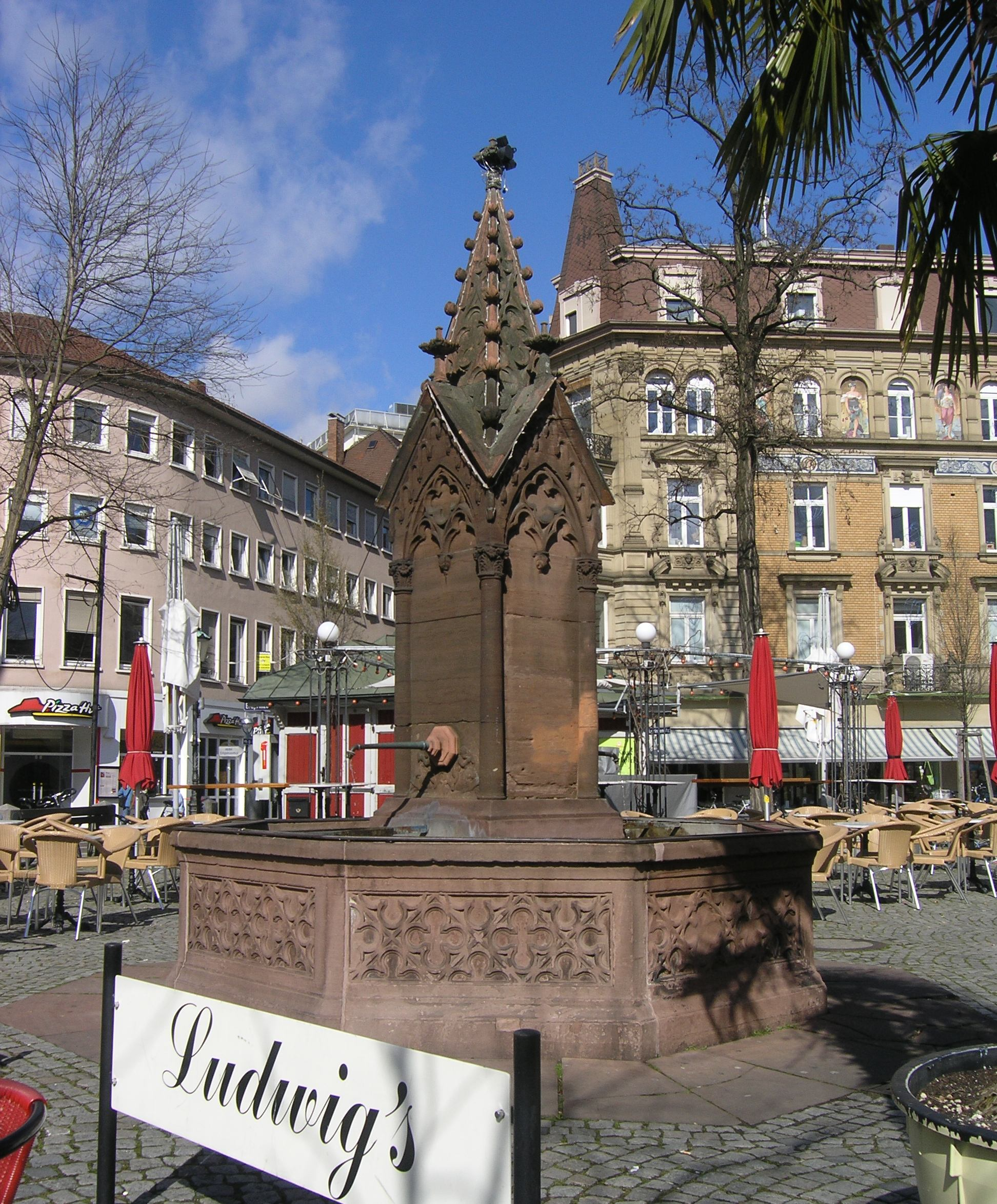
Ludwigsplatz

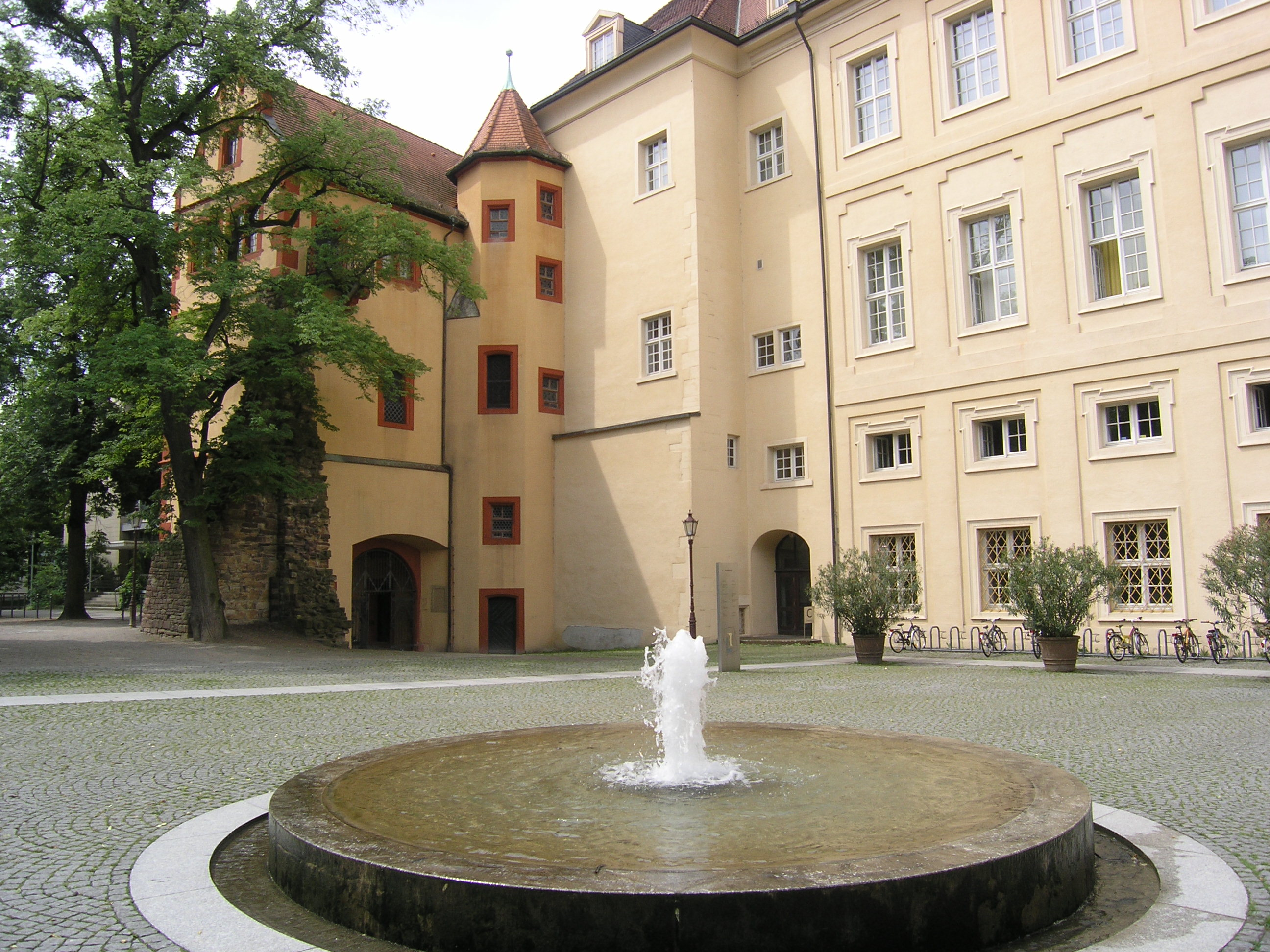
Karlsburg

  - Schloss Karlsruhe (ehemalige Residenz der Markgrafen und Großherzöge von Baden, jetzt Badisches Landesmuseum)
  - Fasanenschlösschen mit chinesischen Teehäuschen im Fasanengarten (jetzt forstliche Lehranstalt)
  - Schloss Gottesaue (Renaissance, seit 1989 Musikhochschule)
  - Schloss Augustenburg (Grötzingen, landwirtschaftliche Forschungsanstalt)
  - Karlsburg Durlach (ehemalige Residenz der Markgrafen von Baden-Durlach)
  - Ruine Durlach auf dem Turmberg
- Bedeutende Kirchen
  - Evangelische Stadtkirche von Friedrich Weinbrenner
  - Bonifatiuskirche
  - Christuskirche
  - Kleine Kirche
  - Lutherkirche von Curjel & Moser
  - St. Bernhard, Bernharduskirche (→ Bild der Marienglocke)
  - St. Stephan, kath. Stadtkirche, von Friedrich Weinbrenner
  - Unsere Liebe Frau: Einige der Fenster der Kirche wurden von Valentin Peter Feuerstein gestaltet.

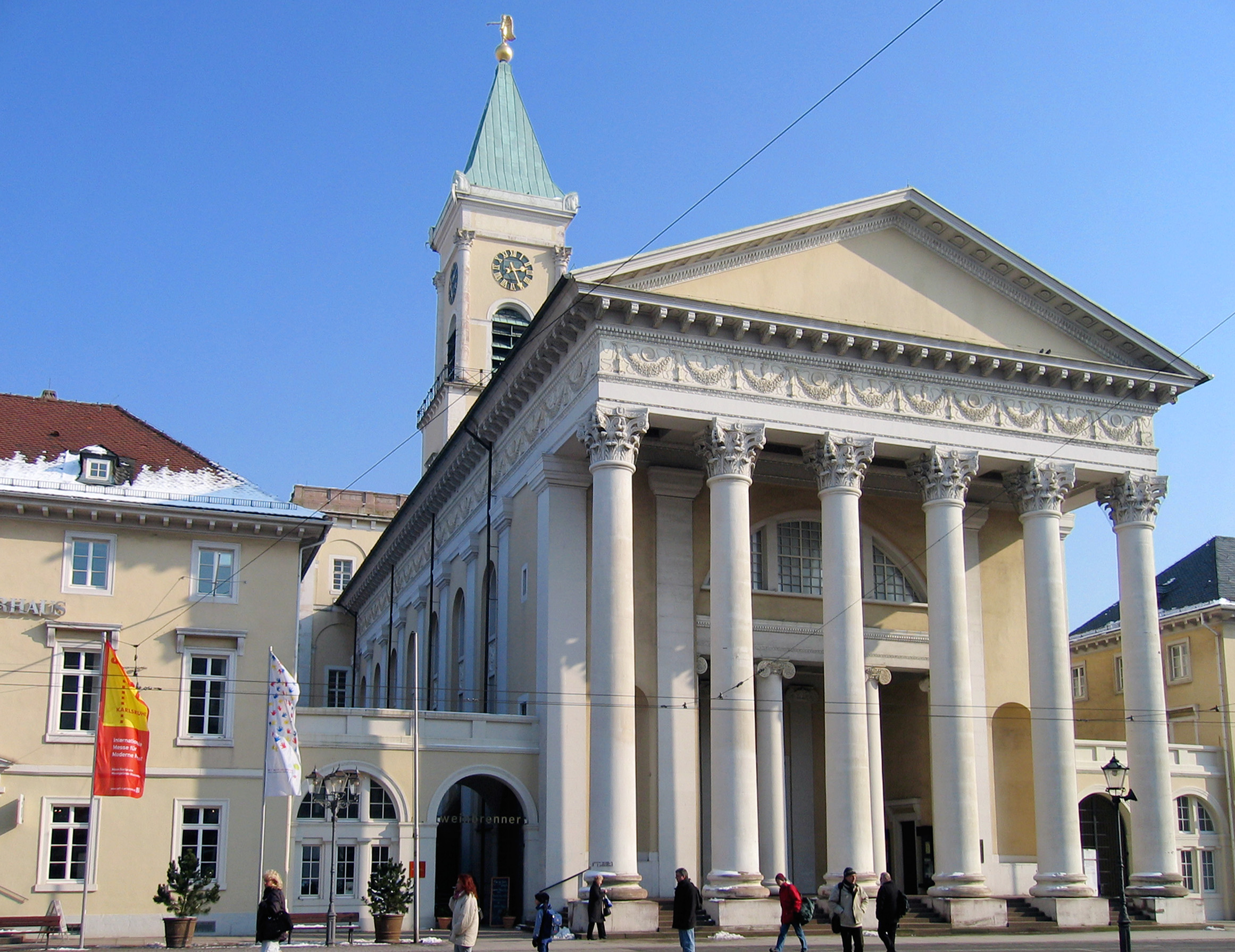
Evangelische Stadtkirche
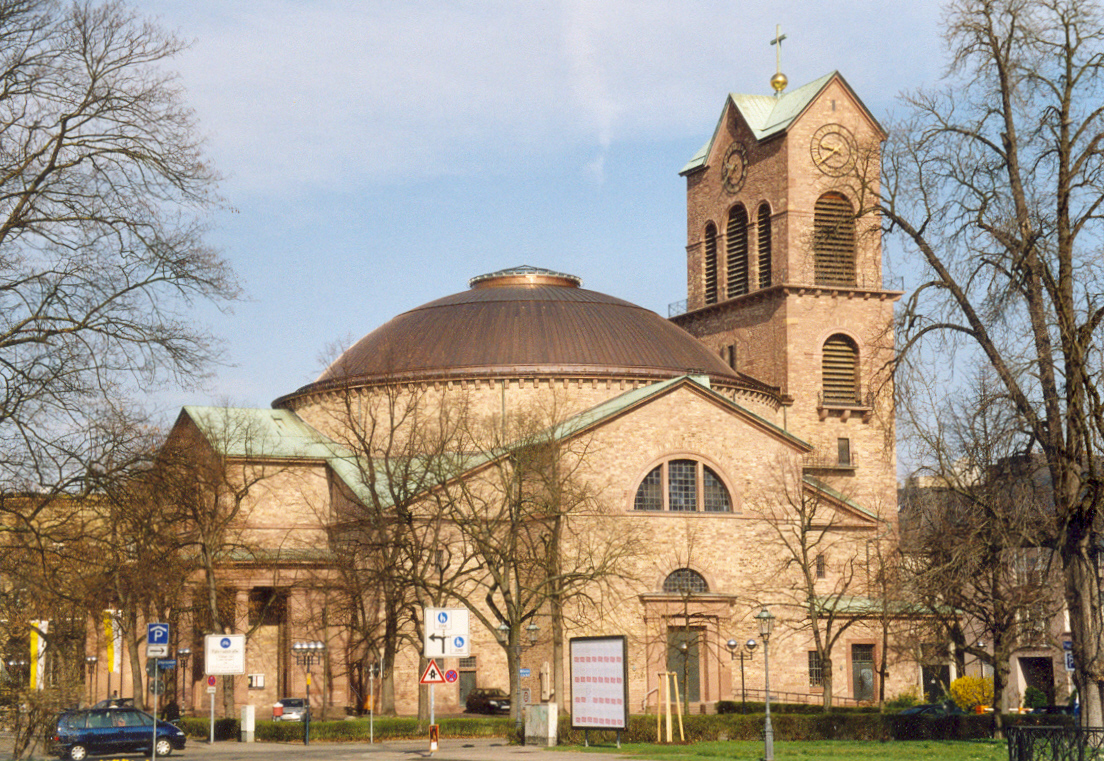
St. Stephan
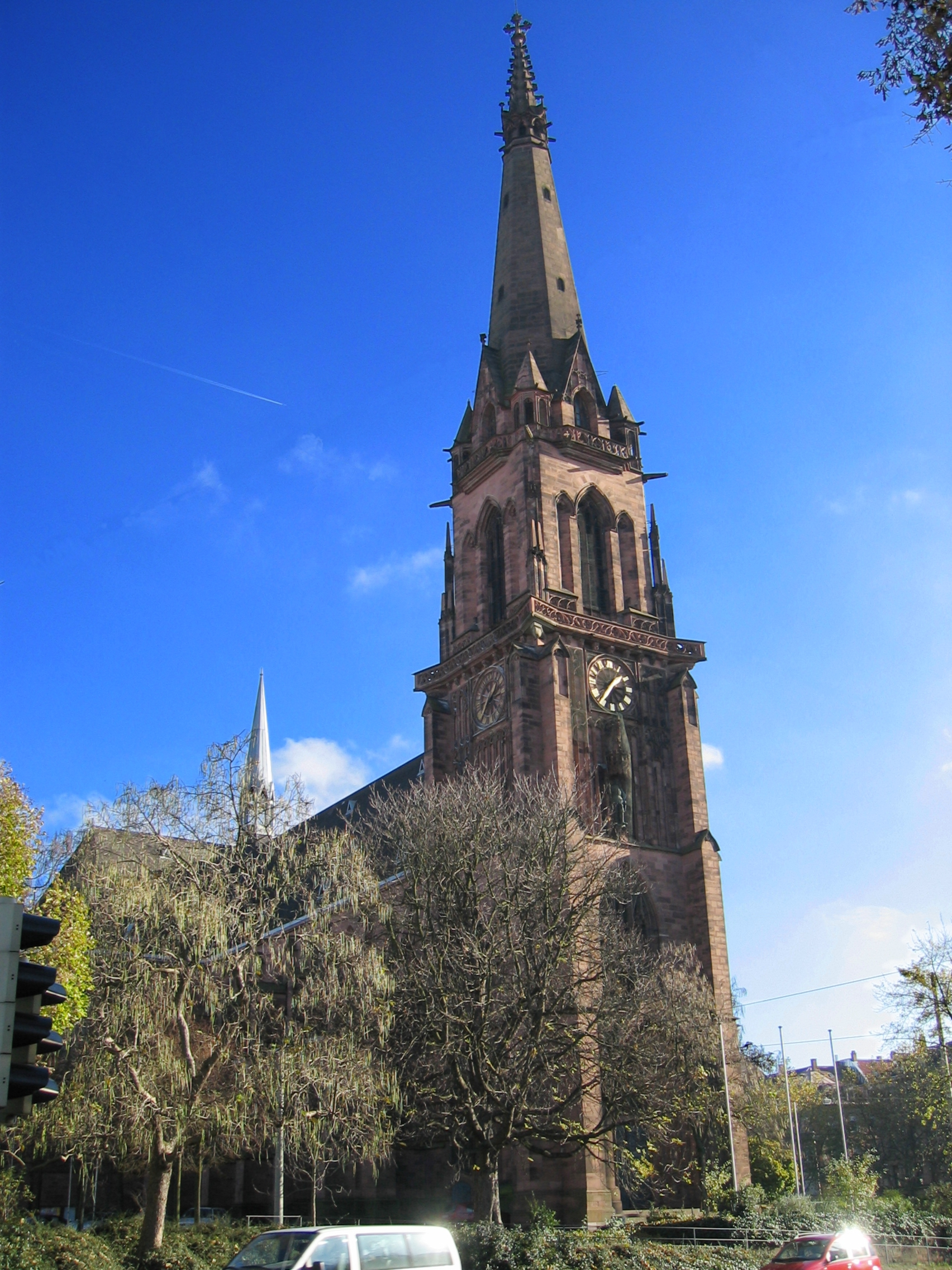
Bernharduskirche
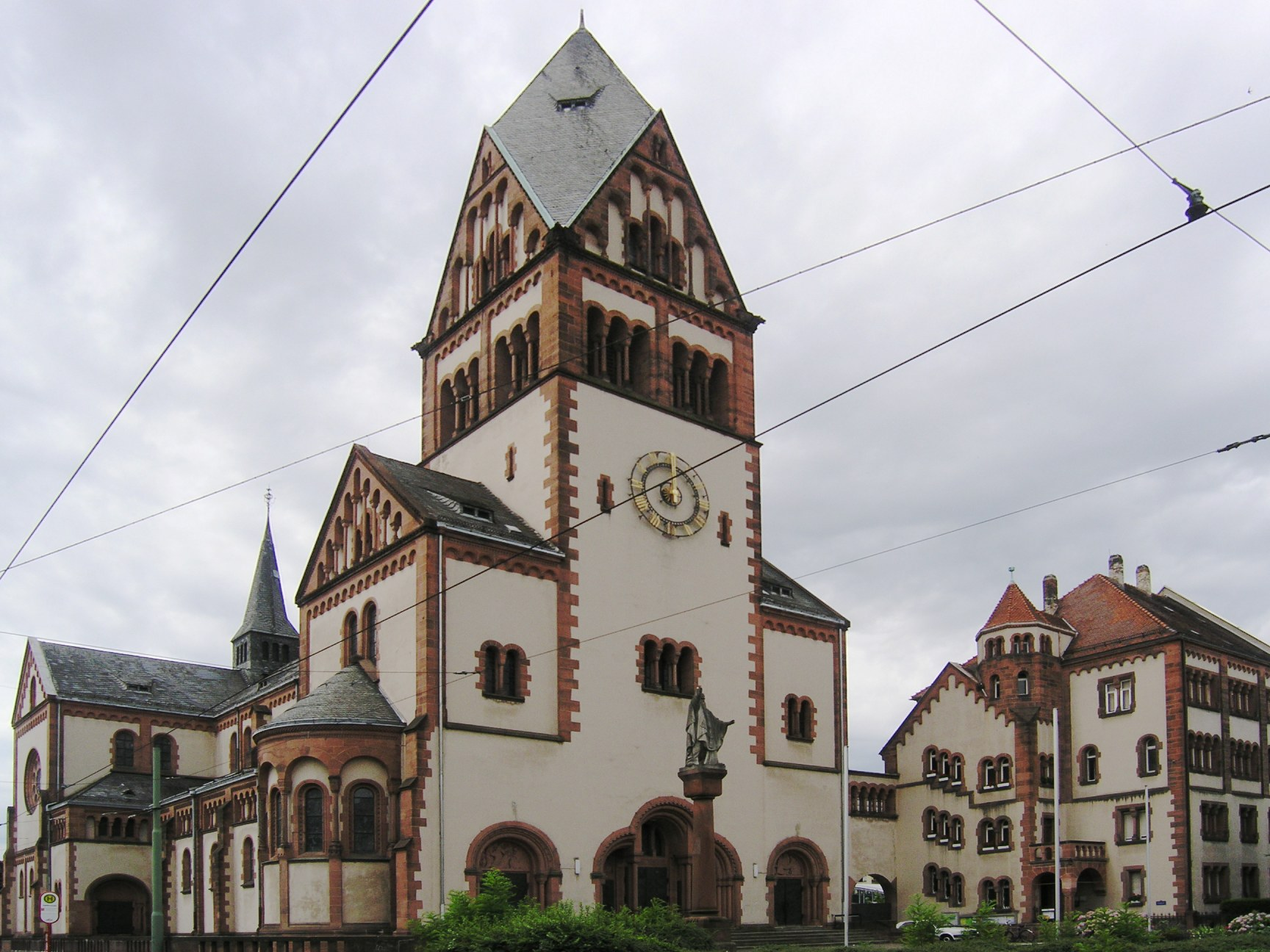
Bonifatiuskirche

- Andere Bauwerke
  - Badische Landesbibliothek von Oswald Mathias Ungers
  - Badisches Staatstheater
  - Bundesverfassungsgericht von Paul Baumgarten
  - Erbgroßherzogliches Palais, Sitz des Bundesgerichtshofs
  - Europahalle (Großsporthalle)
  - Fernmeldeturm Grünwettersbach (144 m hoher Typenturm FMT 2 von 1968. Geographische Koordinaten: 48° 57′ 24″ N, 8° 27′ 7″ O)
  - Filmpalast am ZKM
  - Hauptbahnhof
  - Hauptfeuerwache
  - Hauptgebäude der Universität von Heinrich Hübsch
  - Haus Veilchenstraße 23
  - Haus Solms
  - Heinrich-Hübsch-Schule von Heinz Mohl
  - Markgräfliches Palais
  - Großherzogliche Grabkapelle
  - Staatliche Münze von Friedrich Weinbrenner
  - Prinz-Max-Palais
  - Rathaus und Rathaus West
  - Schwedenpalais
  - Jugendstil-Kolonie Baischstraße
  - Siedlung Dammerstock
  - Vierordtbad
  - Wildparkstadion
  - Mensa Moltke bei der Hochschule Karlsruhe – Technik und Wirtschaft von Jürgen Mayer H.

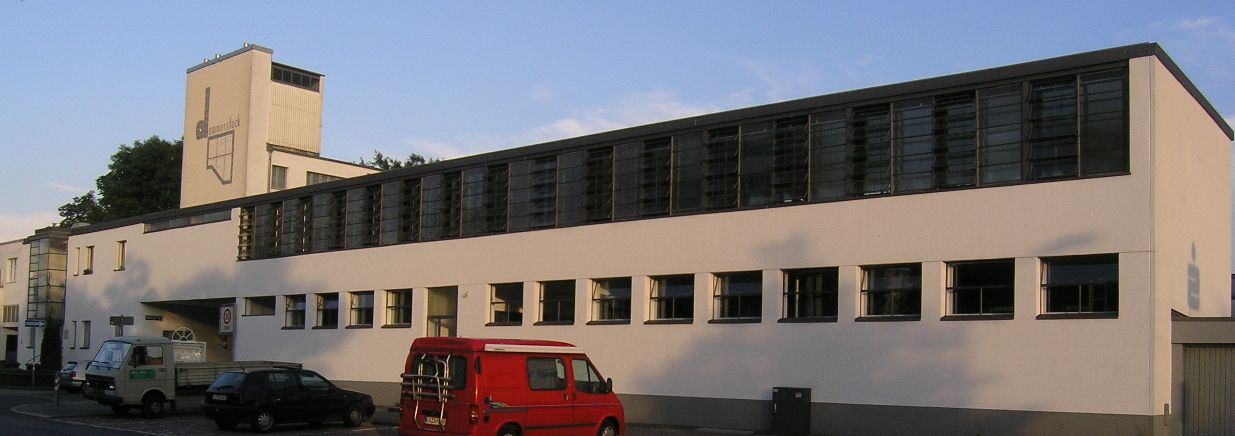
Waschhaus der Dammerstocksiedlung von Otto Haesler, 1928
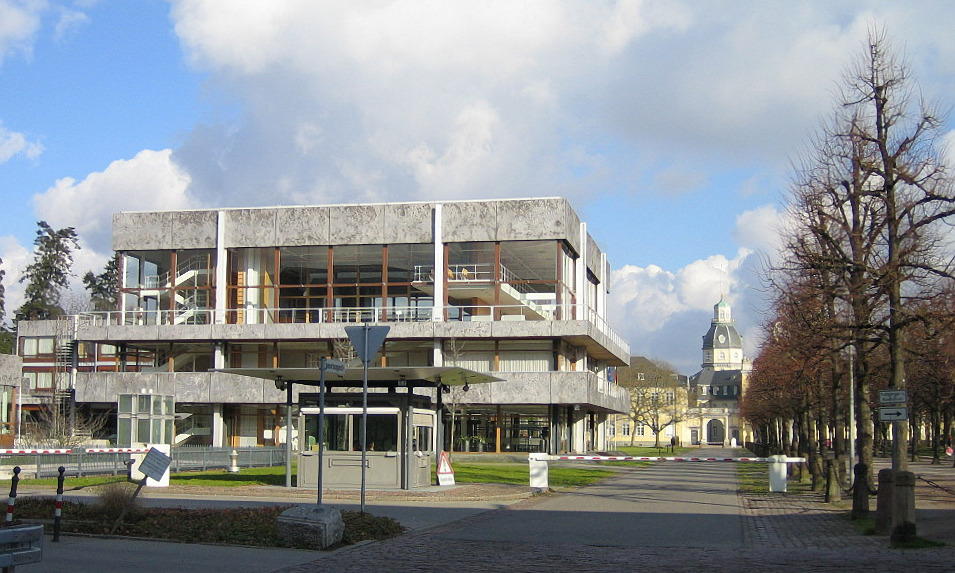
Bundesverfassungsgericht, 1965
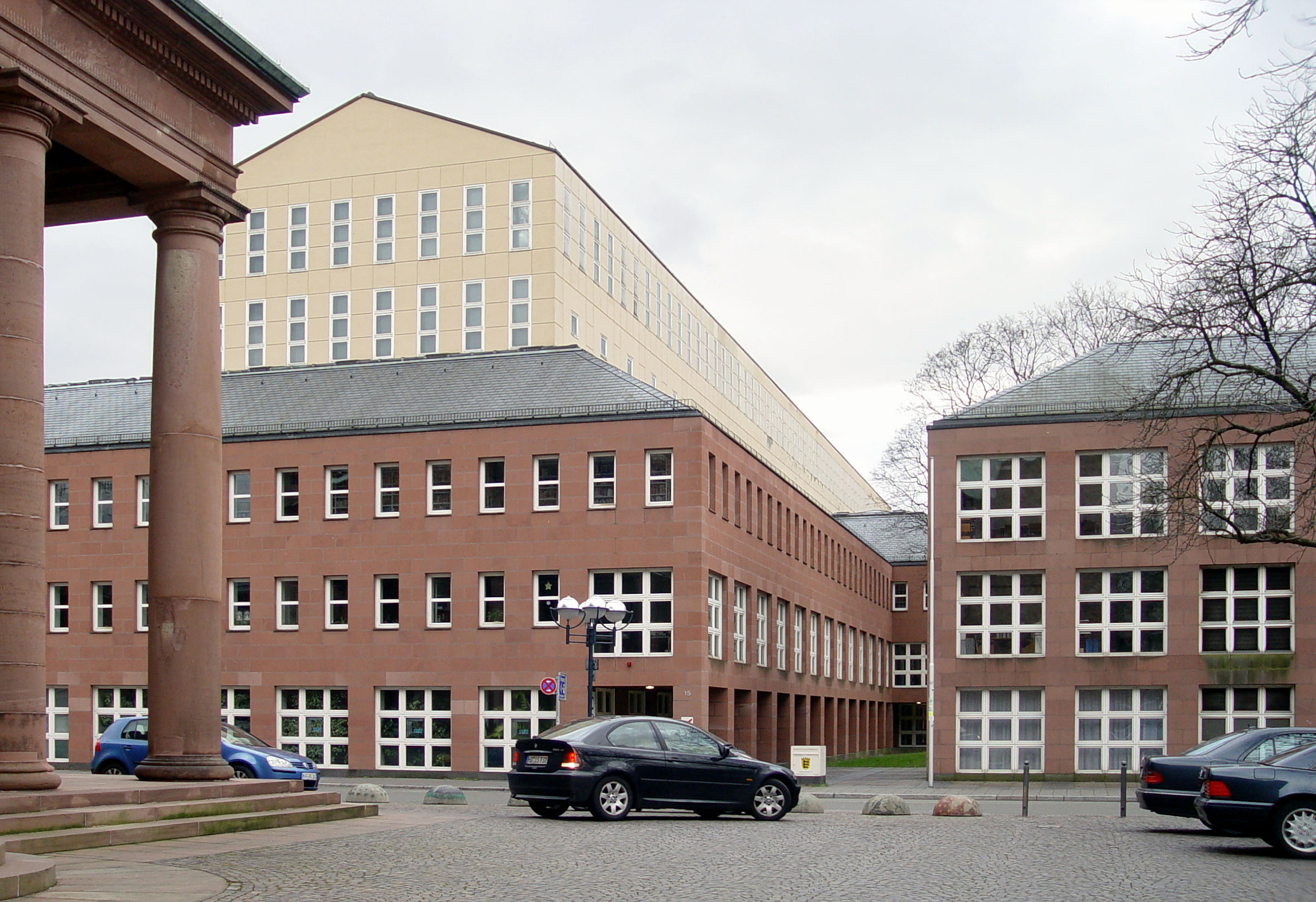
Badische Landesbibliothek, um 1987
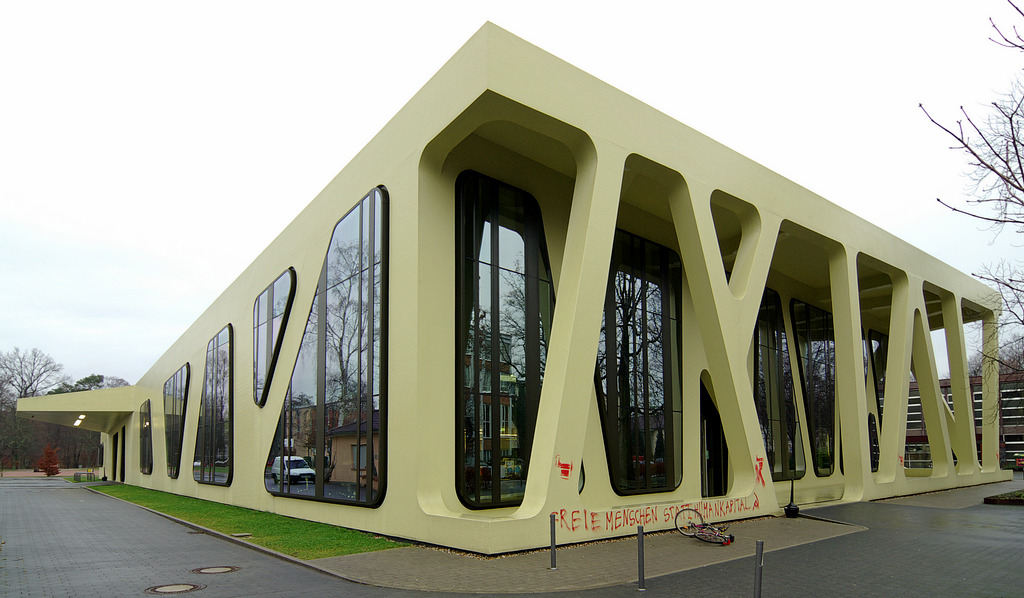
Mensa Moltke, 2007

## Denkmäler und Skulpturen
- Indianerbrunnen
- Kaiser-Wilhelm-I.-Denkmal
- Leibgrenadierdenkmal
- Leibdragonerdenkmal

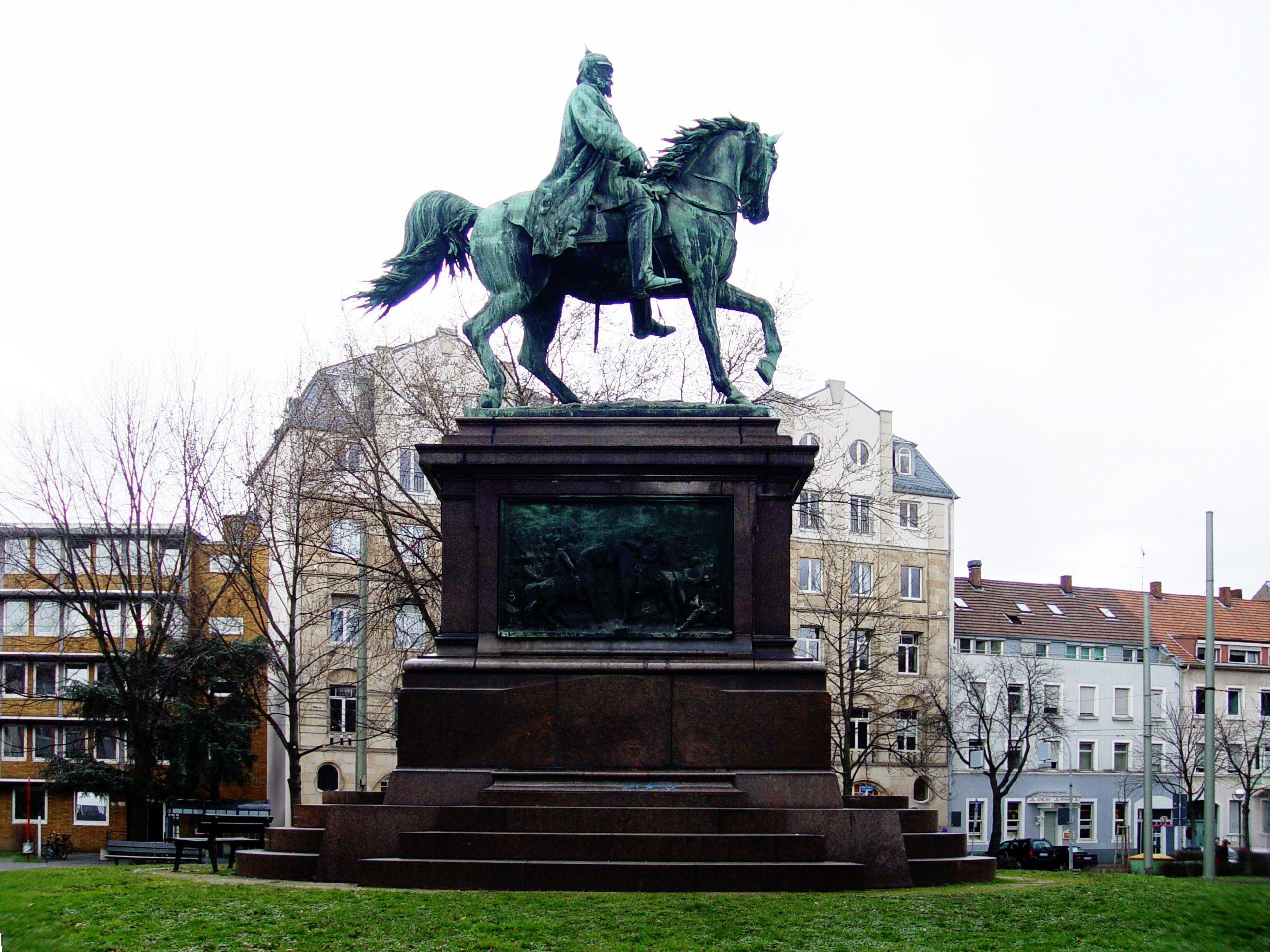
Kaiser Wilhelm I.-Denkmal

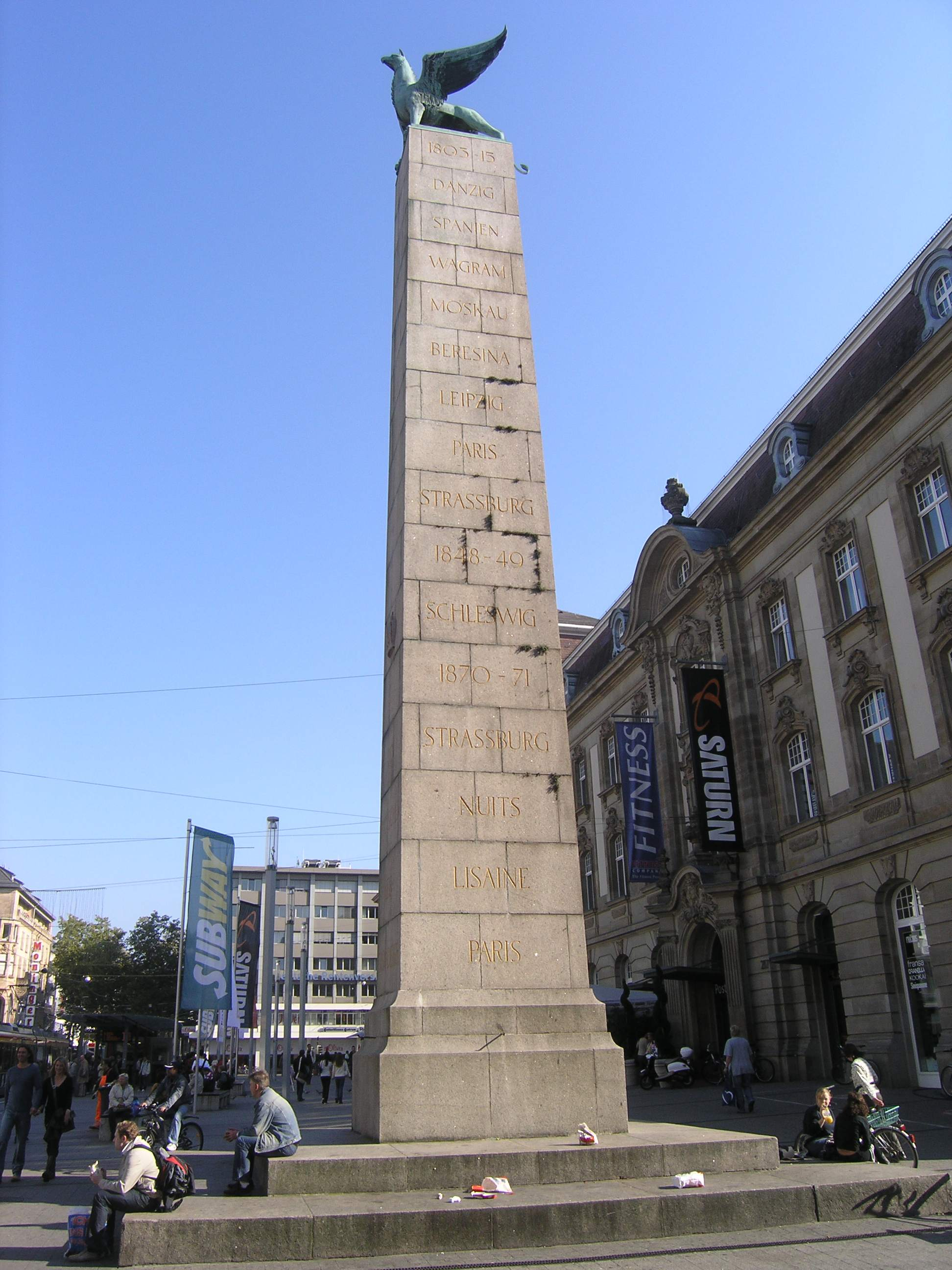
Europaplatz mit Leibgrenadierdenkmal und Postgalerie

- Musengaul von Jürgen Goertz am Badischen Staatstheater
- Pyramide auf dem Marktplatz, das Wahrzeichen der Stadt
- Tor der Schmerzen und Gedenkstein des Bildhauers Carl Egler zur Erinnerung an 289 Opfer des „Euthanasie“-Tötungsprogramms T4 in der NS-Diktatur
- Ehrengrab mit der Aschenurne des SPD-Stadtverordneten Ludwig Marum, der 1934 im KZ Kislau ermordet wurde
- Grabstätte mit Gedenkkreuz für 249 sowjetische Kriegsgefangene auf dem jüdisch-liberalen Friedhof
- Gedenktafel aus dem Jahre 1963 am Haus Kronenstraße 15 an die beim Novemberpogrom 1938 zerstörte Synagoge
- Mahnmal im Inneren des Bundesgerichtshofes Herrenstraße 45a von dem Münchner Künstler Otl Aicher für die von NS-Unrecht betroffenen Deutschen
- Gedenkstein für den unbekannten Deserteur im Gewerbehof Lidellplatz mit einem Zitat von Kurt Tucholsky
- Gedenkstele des Bildhauers Karl Huber in der Krummer Straße des Stadtteils Grötzingen zur Erinnerung an die 1938 zerstörte Synagoge
- Gedenktafel von 1991 am früheren Haus eines jüdischen Händlers gegenüber dem Rathaus von Grötzingen zur Erinnerung an Verfolgte der NS-Gewaltherrschaft[1]
- Platz der Grundrechte
- Stolpersteine in Karlsruhe
- Bismarckdenkmal an der Bismarckstraße

## Sonstiges
- Rheinauen
- Turmberg mit Aussichtsplattform
- Turmbergbahn, Standseilbahn in Durlach
- Volkssternwarte Karlsruhe im Stadtteil Rüppurr mit einem historischen Teleskop